# Pseudischnocampa albidor
Pseudischnocampa albidor är en fjärilsart som beskrevs av Rothschild 1935. Pseudischnocampa albidor ingår i släktet Pseudischnocampa och familjen björnspinnare. Inga underarter finns listade i Catalogue of Life.